# Bledius albopubescens
Bledius albopubescens is een keversoort uit de familie van de kortschildkevers (Staphylinidae). De wetenschappelijke naam van de soort is voor het eerst geldig gepubliceerd in 1941 door Cameron.